# Corgatha producta
Corgatha producta là một loài bướm đêm trong họ Erebidae.